# 1510 no Brasil
Esta é uma cronologia dos acontecimentos do ano de 1510 no Brasil.

## Nascimentos
- Nicolas Durand de Villegagnon, oficial francês, fundador da França Antártica, colônia francesa no Brasil (m. 1571).[1]